# Rotunde des Heiligen Georg

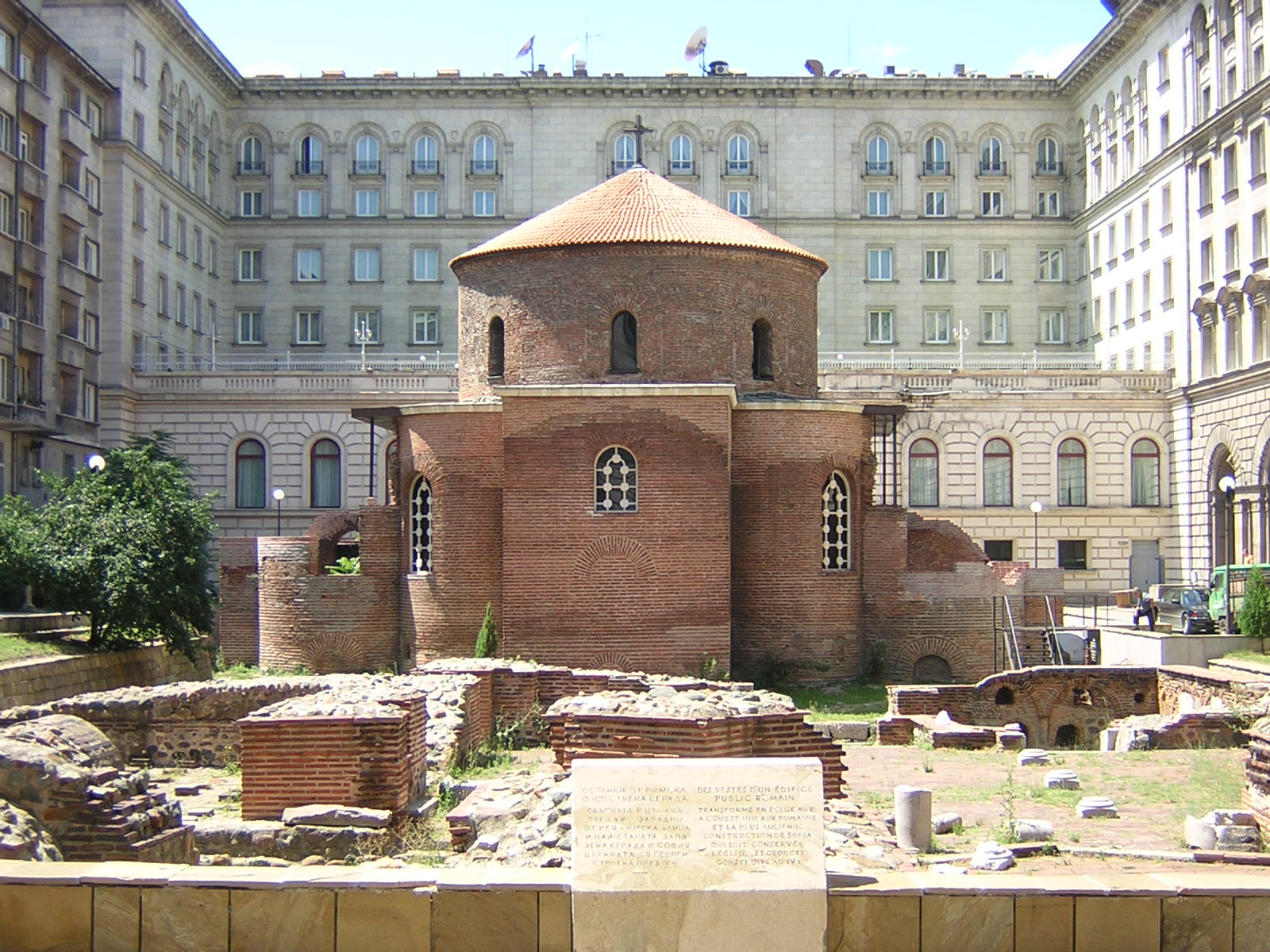
Rotunde des Heiligen Georg im Zentrum von Sofia. Im Vordergrund Ruinen von Serdica

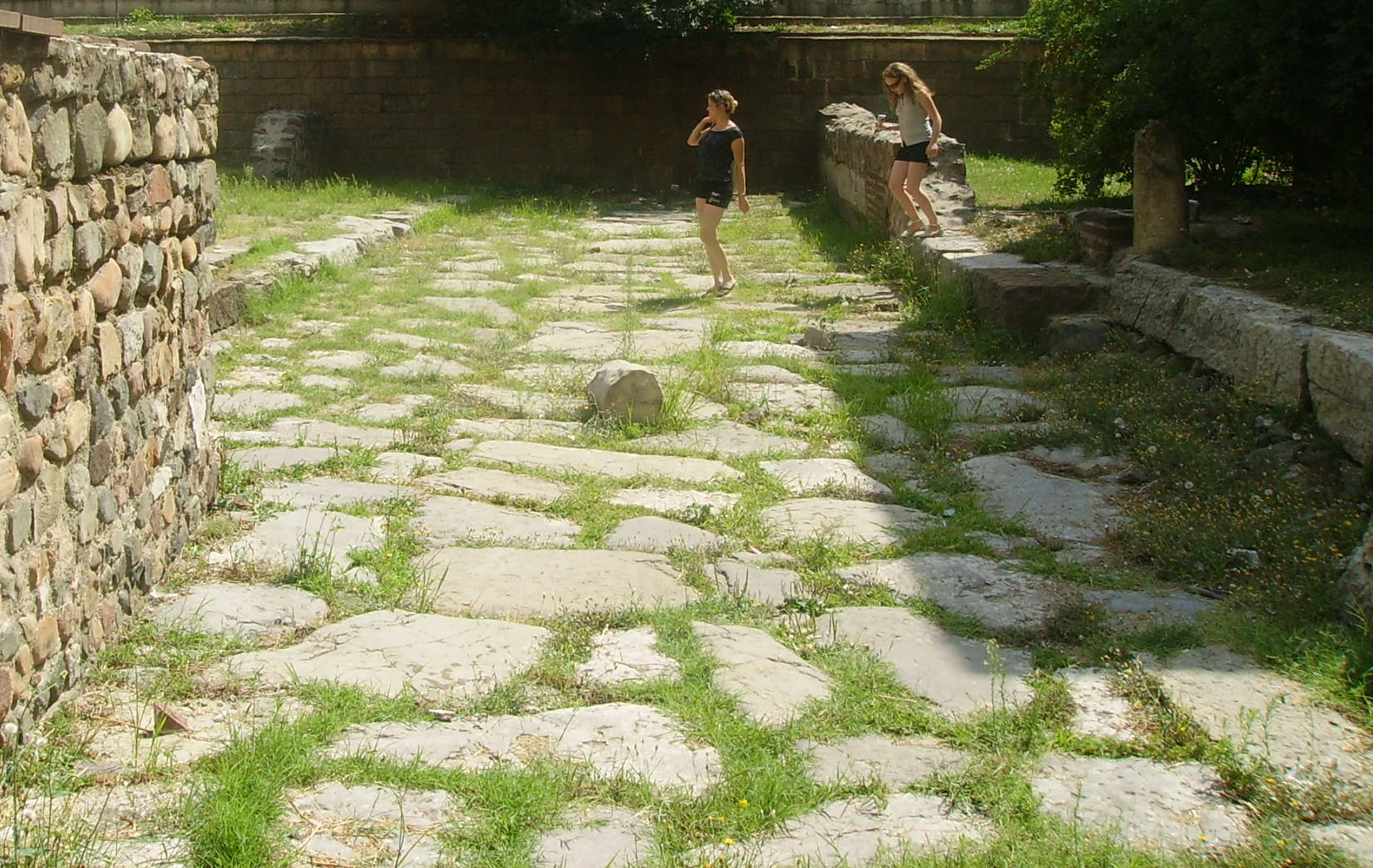
Römische Straße bei der Rotunde

Die Rotunde des Heiligen Georg (bulgarisch Ротонда Свети Георги Rotonda Sweti Georgi) ist eine frühchristliche Kirche aus rotem Backstein im historischen Zentrum von Sofia, genannt Serdica, in Bulgarien. Es wird als das älteste Gebäude in Sofia betrachtet und befindet sich unmittelbar hinter dem Sofia Hotel Balkan (ehemals Sheraton) inmitten von weiteren historischen Überresten der antiken Stadt Serdica.
Das Gebäude wurde von den Römern im 4. Jahrhundert als zylindrischer Kuppelbau auf einem quadratischen Sockel errichtet. Es wird angenommen, dass das Kirchengebäude an Stelle eines ehemaligen heidnischen Tempels errichtet wurde. Es ist berühmt für die im Inneren vorhandenen Fresken aus dem 12., 13. und 14. Jahrhundert, von denen bisher drei Schichten entdeckt wurden. Die älteste Schicht wird auf das 10. Jahrhundert datiert. In der Kuppel befindet sich ein zwei Meter hohes Fresko mit der Darstellung von 22 Propheten. Es wurde während der Osmanischen Herrschaft in Bulgarien übermalt, als die Kirche als Moschee genutzt wurde. Im 20. Jahrhundert wurden die Fresken freigelegt und restauriert.

## Geschichte und Architektur

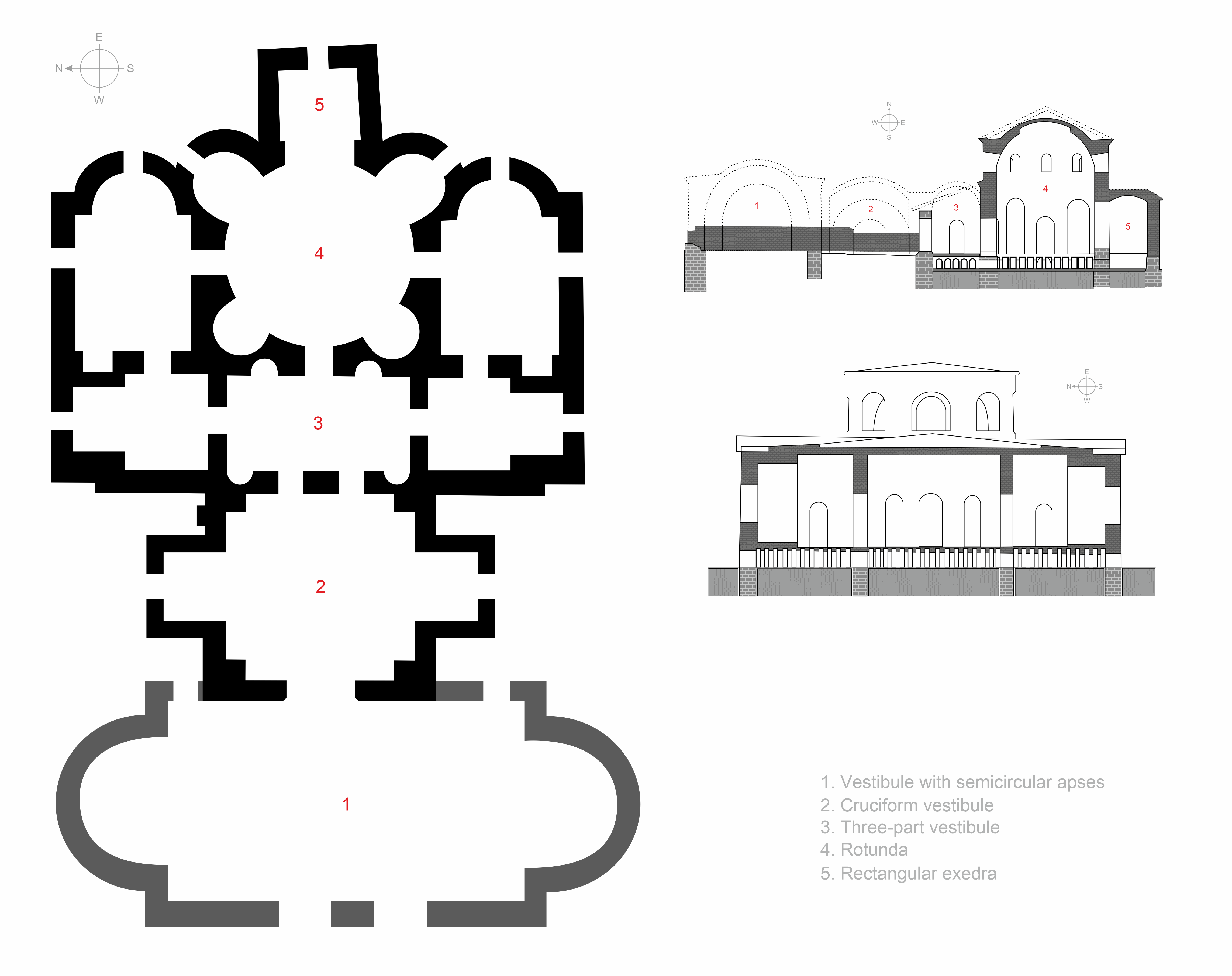
Grund- und Aufriss

Die Kirche befindet sich im Innenhof zwischen dem Sofia Hotel Balkan und dem Sitz des Präsidenten von Bulgarien. Das Bodenniveau der Kirche und der Ruinen, die sie umgeben, ist einige Meter tiefer als das heutige Straßenniveau von Sofia. Als das wohl älteste Gebäude in Sofia wurde es während der Herrschaft der Kaiser Galerius und Konstantin der Große errichtet.
Das Gebäude ist Teil eines größeren archäologischen Komplexes. Hinter der Apsis erstrecken sich weitere antike Ruinen, wie ein Abschnitt einer römischen Straße mit erhaltenen Entwässerungseinrichtungen, ein Brunnen einer größeren Basilika – eines öffentlichen Gebäudes, sowie Überreste weiterer kleinerer Gebäude. Eines der Gebäude war mit einem Hypokaustum ausgestattet. Experten bezeichnen es als das schönste Gebäude im sogenannten Konstantinischen Distrikt von Serdika, in dem der Palast des Kaisers Konstantin der Große und später des Kalojan stand. 
Es wurde aus roten Backsteinen errichtet und hatte eine symmetrische Bauform. Im Zentrum befindet sich ein Kuppelbau mit rundem Grundriss auf einem quadratischen Sockel. In den Ecken des Sockels sind halbrunde Nischen eingebaut. Seit dem 4. Jahrhundert wurde die Rotunde für christliche Taufen genutzt. Die Kuppel erhebt sich auf einer Höhe von 13,70 Metern über dem Grund. Im Laufe der Jahrhunderte wurde es als öffentliches, religiöses Gebäude und für Repräsentationszwecke genutzt.

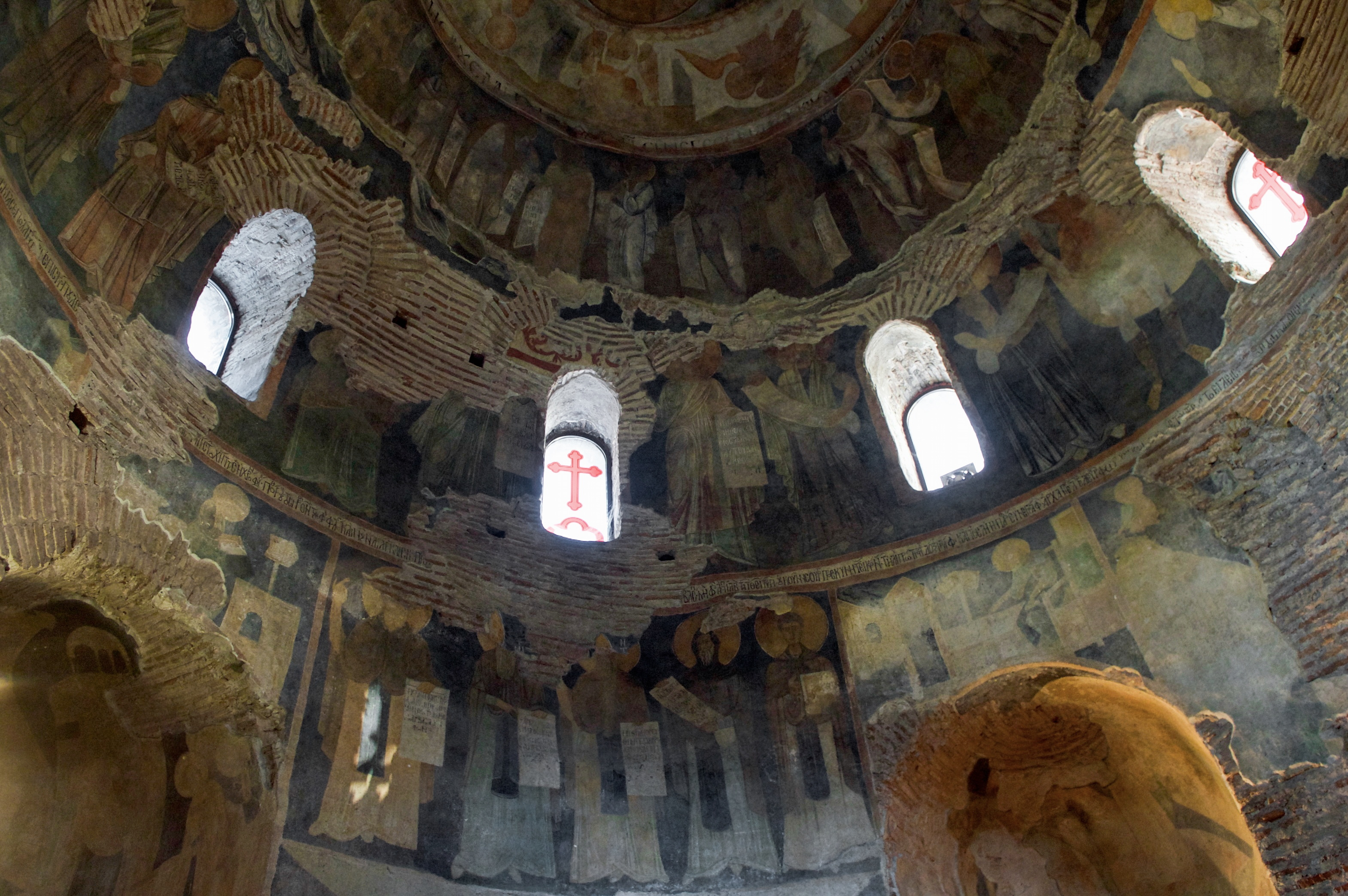
Im Innern von St. Georg

Das Innere der Kirche wurde immer wieder mit Fresken aus- und übermalt, von denen fünf Schichten nachweisbar sind. Die ältesten Fresken stammen aus der römisch-byzantinischen Zeit des 4. Jahrhunderts und stellen Blumenmotive dar. Die zweite Schicht ist mittelalterlich, stammt aus dem 10. Jahrhundert und zeigt Engel. Aus dem 11. und 12. Jahrhundert stammt die dritte Schicht der Fresken, diese zeigen in einem Fries Propheten und Szenen von Christi und Mariä Himmelfahrt. Die vierte Schicht aus dem 14. Jahrhundert zeigt das Porträt eines Bischofs über dem nördlichen Eingang. Die fünfte Schicht mit ornamentalen Motiven ist islamischen Ursprungs.
In der Kirche wurden zeitweilig die Reliquien des Patrons von Bulgarien, des heiligen Ivan Rilski, aufbewahrt. Eine Legende besagt, dass mit Hilfe der Reliquien der byzantinische Herrscher Manuel Comnenus geheilt wurde. Die Reliquien wurden 1183 von den Ungarn während der Herrschaft von Béla III. gestohlen, als diese mit den alliierten Truppen der Serben und Magyaren die Stadt eroberten, zerstörten und plünderten. Nach einem kurzen Verbleib in der Hauptstadt Esztergom wurden die Reliquien 1187 wieder an Bulgarien zurückgegeben und 1469 feierlich in das Rila-Kloster überführt. Im Kloster ruhten zuerst die Gebeine des seliggesprochenen serbischen Königs Stefan Milutin, die in die Kathedrale Sweta Nedelja überführt wurden.
Während der Herrschaft der Osmanen im 16. Jahrhundert wurde die Kirche als Moschee umfunktioniert. In der Mitte des 19. Jahrhunderts, nach dem Ende der muslimischen Herrschaft, wurden die Rotunde, die St.-Sophia-Kirche und die Sofia-Moschee (das heutige Nationale Archäologische Museum) von den Muslimen verlassen. Wenig später führte Bulgarien die Kirche wieder ihrer ursprünglichen Bestimmung als christliches Gotteshaus zu. Von 1895 bis zu seiner Umbettung in ein eigenes Mausoleum 1897 war sie die Ruhestätte von Alexander Graf Hartenau, der als Alexander I. von Battenberg der erste Fürst des neuzeitlichen Bulgarien war. Abgesehen davon, dass die Rotunde des heiligen Georg kleiner ist, ähnelt sie sehr der Rotunde von Thessaloniki.